# Expeditie Robinson 2008
Expeditie Robinson 2008 (en castellano, Expedición Robinson) fue un reality show de supervivencia extrema, esta es la 9.na temporada del reality show belga-holandés Expeditie Robinson, transmitido por RTL5 y 2BE. Fue conducido por Ernst-Paul Hasselbach y Evi Hanssen, se estrenó el 31 de agosto de 2008 y finalizó el 23 de noviembre de 2008. Esta temporada fue grabado en Malasia, específicamente en el estado de Johor y contó con 16 participantes. La belga Yin Oei Sian es quien ganó esta temporada.
Esta novena temporada contó con 16 participantes divididos en 2 tribus; la primera es la tribu Uma representada por el color rojo y la segunda es Tengah representada por el color amarillo. Esta temporada duró 46 días.

## Equipo del Programa
- Presentadores: 
  - Ernst-Paul Hasselbach, lidera las competencias por equipos.
  - Evi Hanssen, lidera los consejos de eliminación.

## Participantes
| Participante                             | Edad | Tribu Original | Tribu Definitiva                          | Resultado Final                            | Estadía |
| ---------------------------------------- | ---- | -------------- | ----------------------------------------- | ------------------------------------------ | ------- |
| Yin Oei Sian Gerente.                    | 36   | Uma            | Lima                                      | Ganadora de Expeditie Robinson 2008        | 45 días |
| Hans Meenhorst Empresario.               | 47   | Uma            | Lima                                      | 2.° lugar de Expeditie Robinson 2008       | 45 días |
| HiuKwan Chung Modelo.                    | 23   | Tengah         | Lima                                      | 14.ta Eliminada de Expeditie Robinson 2008 | 45 días |
| Sharon Berndsen Profesora.               | 25   | Uma            | Lima                                      | 13.ra Eliminada de Expeditie Robinson 2008 | 40 días |
| Geert Van Tornhaut Empresario.           | 43   | Tengah         | Lima                                      | 12.do Eliminado de Expeditie Robinson 2008 | 35 días |
| Sarah De Graeve Inspectora.              | 24   | Tengah         | Lima                                      | 11.ra Eliminada de Expeditie Robinson 2008 | 30 días |
| Kyra Van Oostveldt Profesora.            | 25   | Uma            | Lima                                      | 10.ma Eliminada de Expeditie Robinson 2008 | 27 días |
| Geert De Deyn Profesor.                  | 39   | Uma            | Lima                                      | 9.no Eliminado de Expeditie Robinson 2008  | 24 días |
| Prince Heyliger Director de una escuela. | 33   | Tengah         |                                           | 8.vo Eliminado de Expeditie Robinson 2008  | 18 días |
| Wim Geens Bombero.                       | 51   | Tengah         | 7.mo Eliminado de Expeditie Robinson 2008 | 15 días                                    |         |
| Hannie Derks Empresaria.                 | 40   | Uma            | 6.ta Eliminada de Expeditie Robinson 2008 | 12 días                                    |         |
| Hicham Maachi Contador.                  | 23   | Tengah         | Abandona Por motivos personales           | 11 días                                    |         |
| Mano Dijkman Empresario.                 | 38   | Uma            | Abandona Por motivos personales           | 11 días                                    |         |
| Claudia Slok Soede Gerente.              | 28   | Tengah         | 3.ra Eliminada de Expeditie Robinson 2008 | 9 días                                     |         |
| Dirk Van Hoeydonck Deportista.           | 25   | Uma            | 2.do Eliminado de Expeditie Robinson 2008 | 6 días                                     |         |
| Marleen Haveman Ceramista.               | 48   | Tengah         | 1.ra Eliminada de Expeditie Robinson 2008 | 3 días                                     |         |

## Desarrollo

### Competencias
| Episodio | Emisión                  | Inmunidad     | Eliminado | Salida |
| -------- | ------------------------ | ------------- | --------- | ------ |
| 1        | 31 de agosto de 2008     | Uma           | Marleen   | Día 3  |
| 2        | 7 de septiembre de 2008  | Tengah        | Dirk      | Día 5  |
| 3        | 14 de septiembre de 2008 | Uma           | Claudia   | Día 9  |
| 4        | 21 de septiembre de 2008 | Tengah        | Hannie    | Día 12 |
| 5        | 28 de octubre de 2008    | Uma           | Wim       | Día 15 |
| 6        | 5 de octubre de 2008     | Uma           | Prince    | Día 18 |
| 7        | 11 de octubre de 2008    | Yin           | Geert D.  | Día 24 |
| 8        | 19 de octubre de 2008    | Yin           | Kyra      | Día 27 |
| 9        | 26 de octubre de 2008    | Hans          | Sarah     | Día 30 |
| 10       | 2 de noviembre de 2008   | Hans          | Geert T.  | Día 35 |
| 11       | 9 de noviembre de 2008   | HiuKwan       | Sharon    | Día 40 |
| 12       | 16 de noviembre de 2008  | Yin / Hans    | HiuKwan   | Día 45 |
| Episodio | Emisión                  | Consejo final | Ganadora  | Salida |
| 13       | 23 de noviembre de 2008  | Yin / Hans    | Yin       | Día 46 |

### Jurado Final
| Participante | Puesto     | Vota por |
| ------------ | ---------- | -------- |
| Geert D.     | 1° Miembro | Yin      |
| Kyra         | 2° Miembro | Hans     |
| Sarah        | 3° Miembro | Yin      |
| Geert T.     | 4° Miembro | Hans     |
| Sharon       | 5° Miembro | Yin      |
| HiuKwan      | 6° Miembro | Hans     |

## Estadísticas Semanales
| Participante | Episodio  | Episodio  | Episodio  | Episodio  | Episodio  | Episodio  | Episodio     | Episodio     | Episodio     | Episodio     | Episodio     | Episodio     | Episodio     |
| Participante | Equipos   | Equipos   | Equipos   | Equipos   | Equipos   | Equipos   | Individuales | Individuales | Individuales | Individuales | Individuales | Individuales | Individuales |
| Participante | 1         | 2         | 3         | 4         | 5         | 6         | 7            | 8            | 9            | 10           | 11           | 12           | 13           |
| ------------ | --------- | --------- | --------- | --------- | --------- | --------- | ------------ | ------------ | ------------ | ------------ | ------------ | ------------ | ------------ |
| Yin          | Gana      | Salvada   | Gana      | Salvada   | Gana      | Salvada   | Inmune       | Inmune       | Salvada      | Salvada      | Salvada      | Inmune       | Ganadora     |
| Hans         | Gana      | Salvado   | Gana      | Salvado   | Gana      | Salvado   | Salvado      | Salvado      | Inmune       | Inmune       | Salvado      | Inmune       | 2.º Lugar    |
| HiuKwan      | Salvada   | Gana      | Salvada   | Gana      | Salvada   | Gana      | Salvada      | Salvada      | Salvada      | Salvada      | Inmune       | Eliminada    |              |
| Sharon       | Gana      | Salvada   | Gana      | Salvada   | Gana      | Salvada   | Salvada      | Salvada      | Salvada      | Salvada      | Eliminada    |              |              |
| Geert T.     | Salvado   | Gana      | Salvado   | Gana      | Salvado   | Gana      | Salvado      | Salvado      | Salvado      | Eliminado    |              |              |              |
| Sarah        | Salvada   | Gana      | Salvada   | Gana      | Salvada   | Gana      | Salvada      | Salvada      | Eliminada    |              |              |              |              |
| Kyra         | Gana      | Salvada   | Gana      | Salvada   | Gana      | Salvada   | Salvada      | Eliminada    |              |              |              |              |              |
| Geert D.     | Gana      | Salvado   | Gana      | Salvado   | Gana      | Salvado   | Eliminado    |              |              |              |              |              |              |
| Prince       | Salvado   | Gana      | Salvado   | Gana      | Salvado   | Eliminado |              |              |              |              |              |              |              |
| Wim          | Salvado   | Gana      | Salvado   | Gana      | Eliminado |           |              |              |              |              |              |              |              |
| Hannie       | Gana      | Salvada   | Gana      | Eliminada |           |           |              |              |              |              |              |              |              |
| Hicham       | Salvado   | Gana      | Salvado   | Abandona  |           |           |              |              |              |              |              |              |              |
| Mano         | Gana      | Salvado   | Gana      | Abandona  |           |           |              |              |              |              |              |              |              |
| Claudia      | Salvada   | Gana      | Eliminada |           |           |           |              |              |              |              |              |              |              |
| Dirk         | Gana      | Eliminado |           |           |           |           |              |              |              |              |              |              |              |
| Marleen      | Eliminada |           |           |           |           |           |              |              |              |              |              |              |              |

Competencia en equipos (Días 1-18)
     El participante gana junto a su equipo y continua en competencia.
     El participante pierde junto a su equipo pero no es eliminado.
     El participante pierde junto a su equipo y posteriormente es eliminado.
     El participante abandona la competencia.
Competencia individual (Días 24-46)
     Ganadora de Expeditie Robinson 2008.
     2°.Lugar de Expeditie Robinson 2008.
     El participante gana la competencia y queda inmune.
     El participante pierde la competencia, pero no es eliminado.
     El participante es eliminado de la competencia.